# Scream Magazine
Scream Magazine er en norsk tidsskrift grundlagt i 1990 og det største blad i Norge omhandlende heavy metal og hård rock musik. Tidsskriftet udgives månedligt af Inter Press og indeholder interviews, nyheder, album- og koncertanmeldelser. Tidsskriftets redaktør har siden 1990 været Frode Øien. I oktober 2005 fejrede tidsskriftet sin udgivelse nummer 100 og 15. årsdag.